# Nilsiä
Nilsiä – dawna gmina w Finlandii, położona we wschodniej części państwa, należąca do regionu Sawonia Północna. 1 stycznia 2013 roku została włączona do gminy Kuopio.
W momencie fuzji gminę zamieszkiwało 6487 osób.